# Pintor de Edimburgo

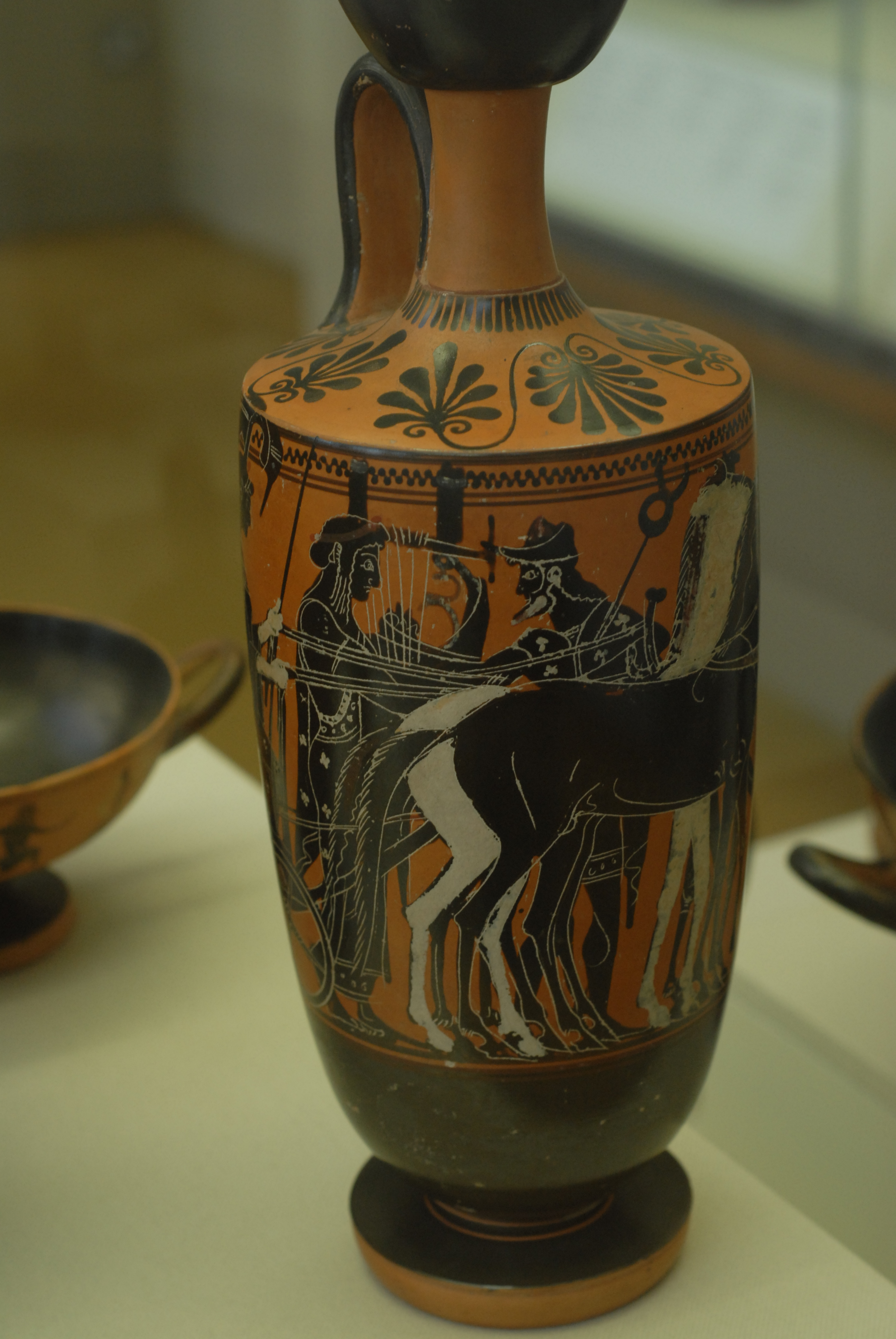
Lécito que le da el nombre al Pintor de Edimburgo, Edimburgo, Museo de Escocia 1956.436.

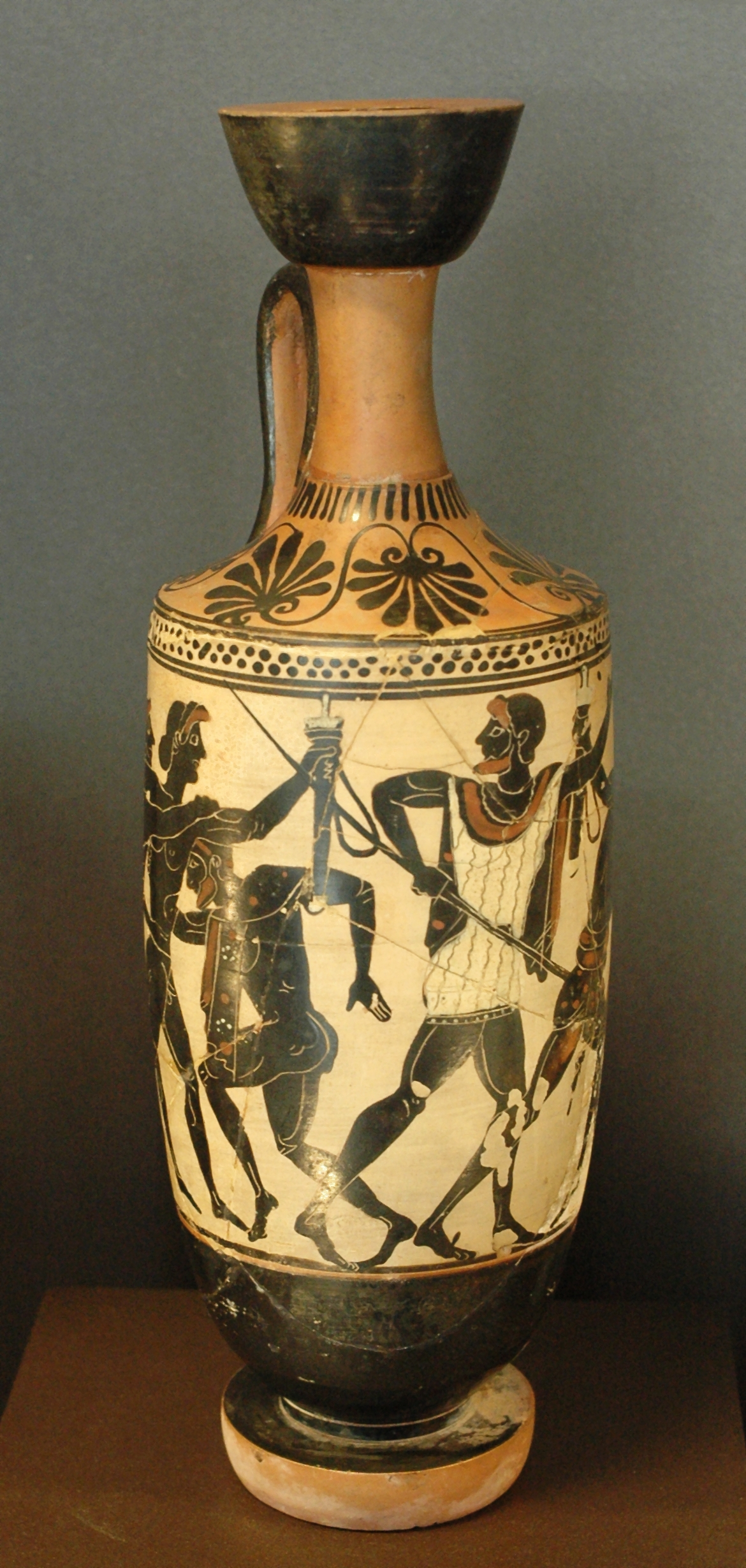
Lécito con fondo blanco del Pintor de Edimburgo, París, Museo del Louvre CA 545: Lucha por las armas de Aquiles.

El Pintor de Edimburgo fue un pintor ático de cerámica de figuras negras , que estuvo activo alrededor del 500 a. C. en Atenas. El nombre convenido de Pintor de Edimburgo fue fijado a partir del lécito que se halla en el Museo Nacional de Escocia en Edimburgo.
Su especialidad eran los lécitos de fondo blanco sobre los que pintaba figuras negras. Fue el primer pintor cerámico de importancia que decoraba lécitos cilíndricos. En cuanto a su estilo, se le considera sucesor del Grupo de Leagro. Además de lécitos, decoraba también pequeñas ánforas de cuello y tapas de lécane, si bien sus imágenes no eran de gran formato, como las que serían típicas del Grupo de Leagro, exceptuando una o dos piezas que se le asignan. Resulta fácil identificarle, dado que desde los inicios de su carrera redujo el número de las típicas palmetas en los lécitos de siete a cinco. Una importante innovación fue la introducción de un fondo blanco y grueso sobre el cuerpo de las ánforas, que sustituyó al tradicional fondo de tono rojo. Se le considera, pues, el desarrollador del estilo ático del fondo blanco. Este se convertiría en la norma para el resto de pintores que empleaban el estilo de fondo blanco. También otro tipo de vasos, como las enócoes o las ánforas de cuello, eran decoradas de esta forma. Ya no era necesario, por tanto, representar de blanco ciertas partes como la piel de las mujeres, sino que ahora pasaban a ser pintadas de negro, como el resto de detalles. Las obras del Pintor de Edimburgo se caracterizan por su desenvoltura y por formas claras y sencillas. Son típicos los ojos grandes, redondos e inexpresivos. Si bien posee dibujos finos y detallados, pertenece a una generación tardía de pintores de cerámica de figuras negras, que no se caracterizan por una especial destreza artística. Sus representaciones de imágenes mitológicas y de género destacan por su gran variedad. En este aspecto, solo unos poco pintores coetáneos como el Pintor de Gela, el Pintor de Teseo y el Pintor de Atenea estaban a su altura. También pintó algunas de las ánforas de cuello pertenecientes a la Clase de las bandas de puntos.